# Perosa Canavese
Perosa Canavese és un comune (municipi) de la ciutat metropolitana de Torí, a la regió italiana del Piemont, situat a uns 40 quilòmetres al nord-est de Torí. A 1 de gener de 2019 la seva població era de 520 habitants.
Perosa Canavese limita amb els següents municipis: Pavone Canavese, Romano Canavese, San Martino Canavese i Scarmagno.